# 祇園をどり
祇園をどり （ぎおん－）は毎年11月1日から10日まで祇園会館で行われる。唯一秋に上演される花街の公演である。

## 沿革
1952年、『祇園乙部』から名を改めた祇園東新地（後に祇園東と改める）の芸妓衆が上演したのが始まりといわれる。以後毎年11月に行われるようになる。最初は70名で出演をしていたが芸妓数の減少で現在は約20名（2017年/第60回時点）で行われている。

## 年数
- 1952年（昭和27年）：祇園をどり初演
- 1955年－1957年：休演
- 1958年（昭和33年）：上演再開
- 1989年（平成元年）：昭和天皇崩御のため中止
- 1994年（平成6年）：平安建都1200年記念公演
- 2020年（令和2年）：新型コロナウイルスの影響により中止[2]
- 2022年（令和4年）：3年振りの開演

## スタッフ
第56回「祇園社季詣」(ぎおんやしろきことのさんけい)（2013年）時点
- 演出・振付：藤間紋寿郎
- 振付補：藤間紋之助
- 脚本・構成：塩田律
- 作曲：清元菊輔、杵屋勝禄
- 作詞：藤舎名生、中村寿鶴